# سيجي ناكامورا
سيجي ناكامورا هو سياسي ياباني، ولد في 6 سبتمبر 1931 في ناها في اليابان، وتوفي في 15 نوفمبر 2018. حزبياً، نشط في الحزب الليبرالي الديمقراطي الياباني وحزب التجدد الياباني وحزب الآفاق الجديدة. وقد انتخب عضو مجلس النواب من اليابان.

## وصلات خارجية
- الموقع الرسمي